# Frida Sofía
Frida Sofía Moctezuma Guzmán-Pinal (née le 13 mars 1992 à Mexico, Mexique), communément appelée Frida Sofía, est une auteure-compositrice-interprète, musicienne, mannequin, entrepreneure, militante des droits des femmes, créatrice de marque, et présentatrice de télévision américaine d'origine mexicaine. Sofía possède une gamme vocale de soprano lyrique. 
Selon le magazine américain Billboard, Sofía a fait ses débuts musicaux en solo à la télévision internationale en 2019, en tant qu'acteur principal lors du Gala Anual de la Entrega del Balón de Oro, qui s'est tenu à Los Angeles, en Californie ; l'événement a été regardé par plus de 30 millions de personnes.

## Biographie

### Enfance
Frida Sofía est née d'Alejandra Guzmán et de Pablo Moctezuma le 13 mars 1992 à Mexico, au Mexique ; elle est la petite-fille de l'actrice mexicaine Silvia Pinal. Dès son plus jeune âge, elle obtient son premier rôle d'actrice dans le film dramatique mexicain La Cumbre de las Águilas en 1993 ; plus tard, elle a fait ses débuts en tant qu'enfant mannequin. À l'époque, Sofía collaborait avec sa mère, la chanteuse Alejandra Guzmán en tournée ,.

### Carrière
En 2004, après une tentative d'enlèvement largement médiatisée à Mexico, Sofía déménage aux États-Unis pour commencer une carrière professionnelle. La chanteuse déménage dans le comté de Litchfield, dans le Connecticut ; peu de temps après, elle a déménagé à Miami, en Floride. Elle a trois frères et sœurs plus jeunes, Natasha, Beatriz et Emiliano Moctezuma. 
En 2013, elle commence à travailler dans plusieurs chaînes de télévision américaines dont Univision, Estrella TV ou Telemundo ; Sofía a également été choisie pour animer l'émission télévisée du matin ¡Despierta América!,. Par la suite, Sofía est embauchée par Cosmopolitan et Televisa pour jouer le rôle de présentatrice officielle de l'émission Cosmopolitan Summer Splash, qui s'est tenue à Miami, en Floride,,. 

### Diplôme et carrière solo
En 2014, elle est diplômée de l'université avec deux diplômes — de licence en gestion du design et marketing de la mode internationale — à l'université internationale d'art et de design de Miami. De plus, elle a obtenu le rôle principal en tant que présentatrice dans un certain nombre d'événements internationaux de mode et de musique, dont Los Premios Glamour et Los Premios de la Radio aux États-Unis,. En 2019, la Fédération du Mexique de football et Univision ont embauché Frida Sofía pour jouer le rôle musical principal du Gala Anual de la Entrega del Balón de Oro, qui s'est tenu à Los Angeles, en Californie. Selon le magazine américain Billboard, la performance en direct est devenue son premier solo musical international, qui a été regardé par 30 millions de téléspectateurs,.    
Sofía a créé son premier single Ándale au Orpheum Theatre du centre-ville de Los Angeles. Le single, qui a été produit par le musicien country écossais-canadien Johnny Reid à Nashville, Tennessee, a fait ses débuts dans le Top 5 au Mexique, et au numéro 13 sur iTunes,  vendant plus de 3 millions de téléchargements numériques au cours des quatre premières semaines. après sa sortie. Le 24 octobre 2019, elle sort son prochain single intitulé Nada Es Para Tanto, enregistré à Nashville, dans le Tennessee,. 
Du côté mannequinat, Frida Sofía a participé à plusieurs événements et défilés de mode,, travaillant avec des créateurs comme es:Leonardo Rocco. Elle a également joué le rôle principal dans un certain nombre de clips musicaux pour d'autres chanteurs, dont Larry Hernández,. D'autre part, Sofía est embauchée en février 2015 pour faire la couverture du magazine Playboy pour l'Amérique latine,. 
En 2021, après la sortie de son single suivant, Chicas Malas, Frida Sofía est nommée pour l'American Premios Juventud (Juventud Awards) ; en avril de la même annéeSofía a allégué que son grand-père, le chanteur vénézuélien Enrique Guzmán, l'avait agressée sexuellement lorsqu'elle était enfant. En 2022, il a été annoncé que Sofía rejoindrait le casting principal de la série de télé-réalité Rica, Famosa, Latina (Rich, Famous, Latina) aux États-Unis. En 2023, est prévue la sortie mondiale du premier album complet de Sofía, en format LP, numérique et CD ; qui incorpore des éléments de new wave, d'electronica, d'arena rock  et de rhythm and blues,,,.

## Discographie
- 2019 : Ándale
- 2020 : Nada es para Ttanto
- 2021 : Chicas malas